# Corte Electoral

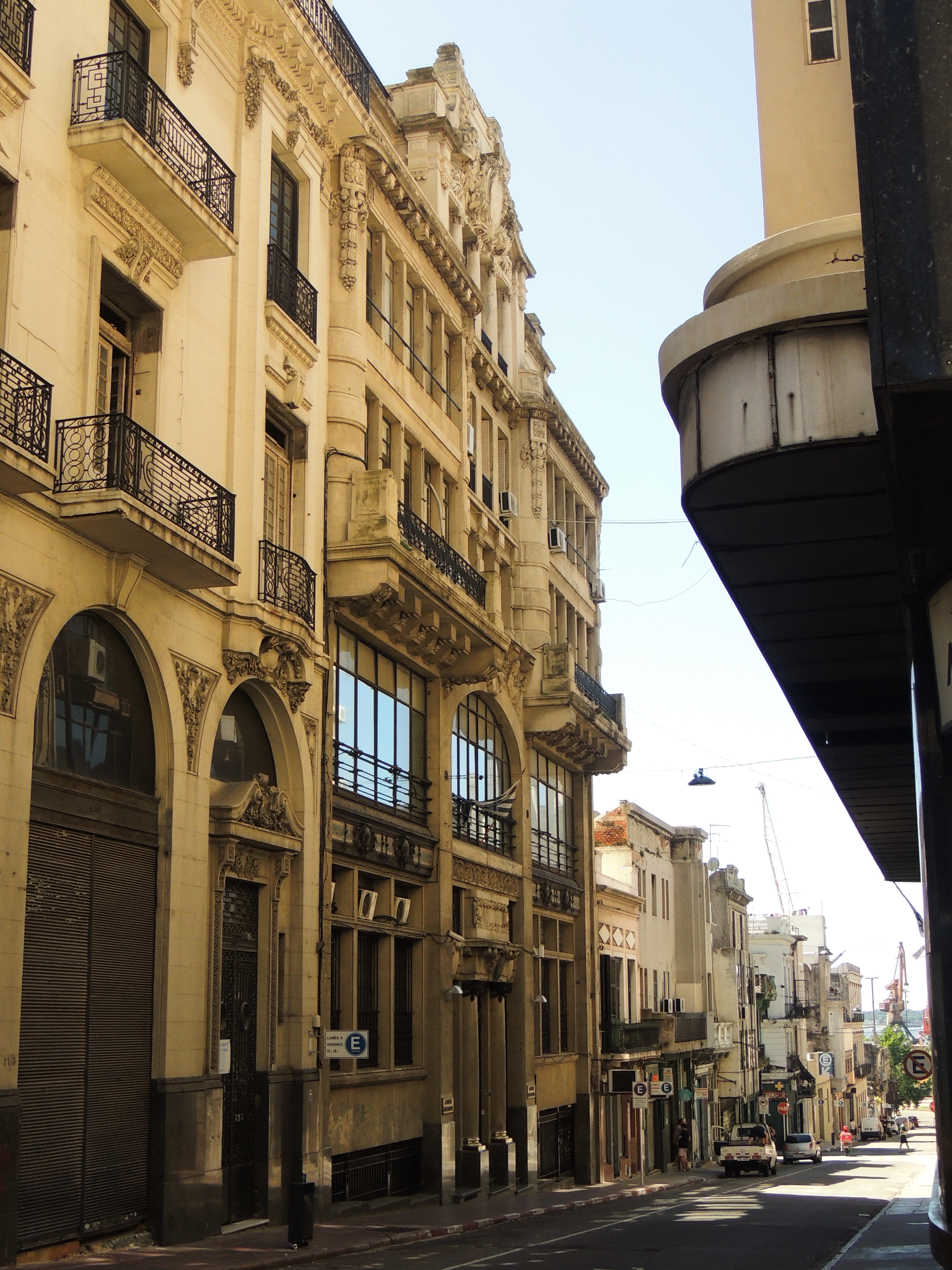
Der Corte Electoral in der Ituzaingó Straße in Montevideo

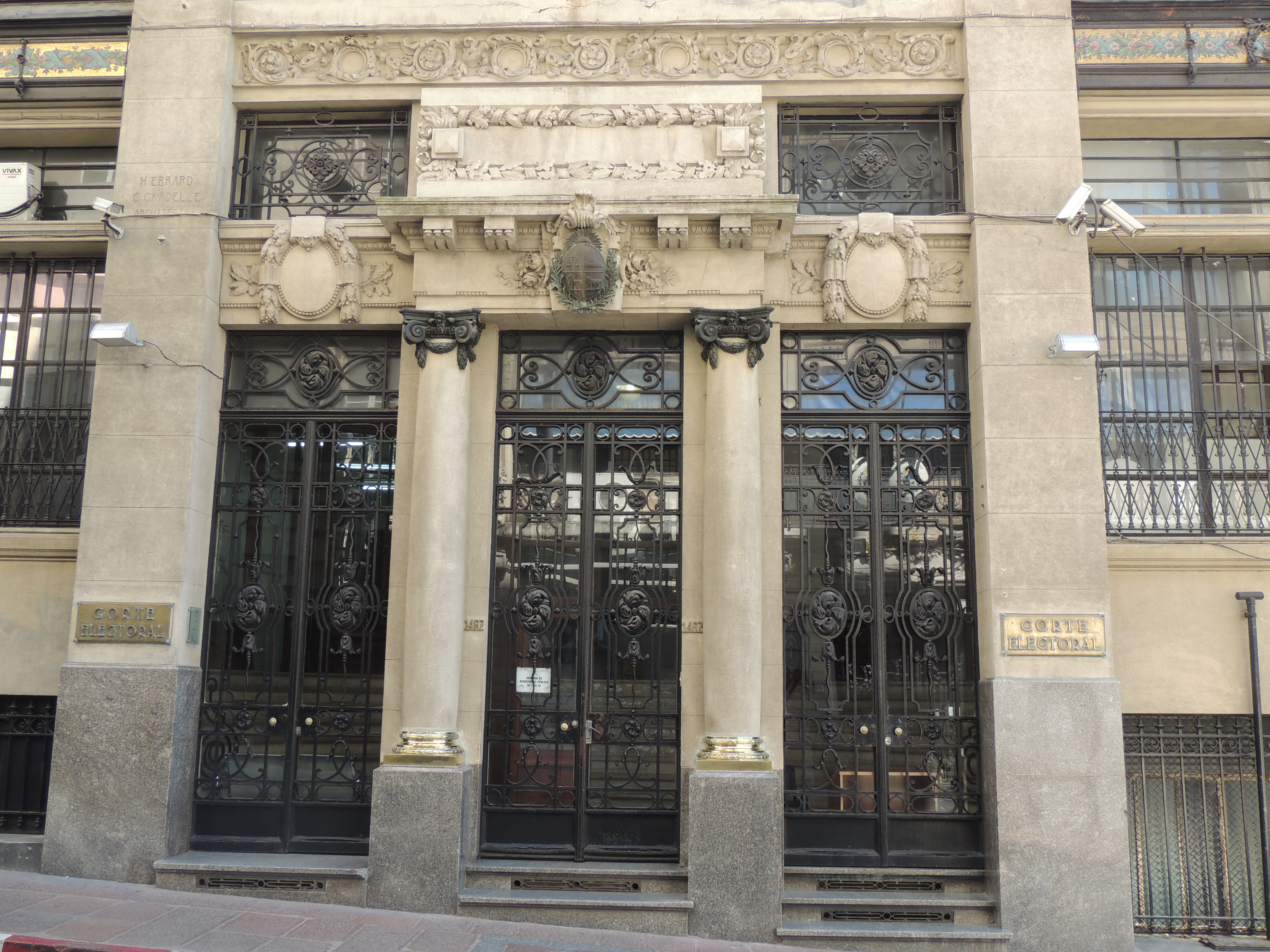
Eingangsportal des Wahlgerichts

Der Corte Electoral ist ein Bauwerk in der uruguayischen Landeshauptstadt Montevideo.
Das 1914 errichtete Gebäude befindet sich in der Ciudad Vieja an der Calle Ituzaingó 1467 zwischen den Straßen Cerrito und 25 de Mayo. Architekten des ursprünglich als Wohnappartement- und Bürohaus fungierenden Corte Electoral waren H. Ebrard und C. Gardelle. Im Erdgeschoss waren zeitweilig auch Geschäftsräume untergebracht. Derzeit (Stand: 2011) beherbergt es ausschließlich Büroräume der Verwaltung. Hier ist das Wahlgericht (Corte Electoral) angesiedelt. Das 27 Meter hohe, sechsstöckige Bauwerk umfasst eine Grundfläche von 1028 m².